# 奉天市 (满洲国)
奉天市是满洲国的市，在今中国辽宁省沈阳市境内，是今沈阳市主城区的雏形:18。
1928年12月，东北易帜。次年2月，奉天省更名为辽宁省。4月，奉天市更名为沈阳市。1931年九一八事變，关东军迅速占领沈阳市。9月20日，关东军接管市政，土肥原贤二任市长，接管沈阳市政公所，成立奉天市政公署。其后，沈阳市更名为奉天市，与沈阳县、新民縣、辽中县同属奉天省:12。政权更迭后，东三省兵工厂管辖的大东新市区、奉海铁路公司管辖的奉海市场纳入奉天市行政区域:28。
1932年2月，东北行政委员会在奉天市召开“建国会议”，决定满洲国国体、国号、国旗、首都所在地等问题。选择首都时，奉天、哈尔滨、大连、长春都是一时之选，奉天因曾是清朝旧都被关东军放弃，最终，关东军选择了长春为首都，命名为新京。1932年，满洲国正式成立后，关东军仍长期参与奉天市市政。关东军司令部陆续制定《国都及奉天城市计划建设纲要》和《满洲国城市规划实施基本纲要》。关东军特务部长小矶国昭出任城市规划委员会委员长，负责调查审议奉天城市建设规划相关问题。同年11月，关东军、南滿洲鐵道、满洲国政府三方共同组建奉天都市计划准备委员会。1933年3月1日，当局发表《满洲经济建设纲要》，设想按照大阪市模式把奉天市建成工商大都市。
1937年12月1日，奉天满铁附属地移交奉天市公署，纳入奉天市行政区域:21。1938年2月，奉天市公署工务处完成《奉天都邑计划》:12。1940年时，奉天市有人口82万人，其中日本内地人10.5万人，朝鲜人2万人，满洲国人70万人，其他国家人千人左右。:50
1945年8月日本投降，國民政府收复奉天後，恢复辽宁省、沈阳市名称，并重新划分市区。

## 市辖区
1938年1月起奉天市设11个区。1941年1月1日起改为17个区。:38
- 城内区
- 大和区，一度包含原奉天满铁附属地和商埠地的范围。
- 铁西区，1932年成立，是奉天主要的工业区域，有金属、机械、化工等产业，由日本资本投资建厂。[6]:51
- 大东区，有继承自奉系的军工产业。
- 浑河区
- 永信区
- 于洪区
- 皇姑区
- 北陵区
- 沈海区，包含原奉海市场地区，有轻工产业。
- 东陵区
- 敷岛区
- 旭区
- 北关区
- 东关区
- 大西区
- 小西区